# Dave Bowen
David Lloyd „Dave“ Bowen (* 7. Juni 1928 in Maesteg, Wales; † 25. September 1995 in Northampton) war ein walisischer Fußballspieler und Fußballtrainer.

## Leben und Karriere
Bowen begann seine aktive Karriere bei Northampton Town, bevor er im Sommer 1950 zum FC Arsenal ging. Sein Debüt für die Gunners gab der zentrale Mittelfeldspieler gegen die Wolverhampton Wanderers am 24. März 1951. Es dauerte aber weitere drei Jahre bis Bowen endgültig Stammspieler der Arsenal-Elf wurde. Seinen größten Erfolg hatte Bowen 1958, als er mit einer London-Auswahl im Messepokal-Finale gegen den FC Barcelona verlor. 1959 ging der Mittelfeldspieler wieder zurück zu Northampton Town und wurde dort Spielertrainer. Er schaffte als Trainer das Kunststück mit der Mannschaft innerhalb von fünf Jahren von der vierten in die höchste englische Spielklasse aufzusteigen. Bowen verließ Northampton 1967, nachdem die Mannschaft aus der ersten Liga abgestiegen war. Zwei Jahre später kehrte er für drei Jahre zurück und war abermals Trainer der Cobblers. Nach seinem Karriereende als Aktiver war er sozusagen nebenberuflich, ab 1964, Trainer der walisischen Fußballnationalmannschaft. Zuvor wurde er als Spieler 18 Mal für die walisische Nationalmannschaft einberufen. Sein Debüt gab Bowen gegen Jugoslawien. Der Waliser war ebenfalls Kapitän der Auswahl bei der Fußball-Weltmeisterschaft 1958 in Schweden. Wales wurde in der Gruppe Zweiter hinter Schweden und schied im Viertelfinale gegen den späteren Weltmeister Brasilien nach einem Tor von Pelé aus. Nach seiner Entlassung als Trainer im Verein und der Nationalmannschaft wurde er Journalist. Dave Bowen starb 1995 im Alter von 67 Jahren. Die Nordtribüne des Stadions von Northampton Town trägt heute seinen Namen.

## Erfolge
- Teilnahme an der Fußball-WM 1958 in Schweden

| Personendaten    | Personendaten                           |
| ---------------- | --------------------------------------- |
| NAME             | Bowen, Dave                             |
| ALTERNATIVNAMEN  | Bowen, David Lloyd (Geburtsname)        |
| KURZBESCHREIBUNG | walisischer Fußballspieler und -trainer |
| GEBURTSDATUM     | 7. Juni 1928                            |
| GEBURTSORT       | Maesteg                                 |
| STERBEDATUM      | 25. September 1995                      |
| STERBEORT        | Northampton                             |